# NGC 2830
NGC 2830 је спирална галаксија у сазвежђу Рис која се налази на NGC листи објеката дубоког неба.
Деклинација објекта је + 33° 44' 17" а ректасцензија 9h 19m 41,2s. Привидна величина (магнитуда) објекта NGC 2830 износи 13,9 а фотографска магнитуда 14,8. Налази се на удаљености од 94,433 милиона парсека од Сунца. NGC 2830 је још познат и под ознакама UGC 4941, MCG 6-21-14, CGCG 181-23, ARP 315, PGC 26371.